# Тим Кук
Тимъти Доналд Кук (на английски: Timothy Donald Cook) е американски предприемач, филантроп и промишлен инженер.
Той е главен изпълнителен директор на Епъл, като преди да заеме тази длъжност е служил като главен оперативен директор под ръководството на Стив Джобс.
Кук се присъединява към Епъл през март 1998 г. като старши вицепрезидент за световните операции, а след това е повишен на изпълнителен вицепрезидент за световните продажби и операции. Става главен изпълнителен директор на компанията на 24 август 2011 г., малко преди Стив Джобс да умре през октомври същата година. Заемайки тази длъжност, той подкрепя политическите реформи и международното и вътрешното наблюдение, киберсигурността, американското производство и опазването на околната среда.
От 2011 г., когато поема ръководството на Епъл, до 2020 г. Кук удвоява приходите и печалбите на компанията и увеличава пазарната ѝ стойност от 348 милиарда долара на 1,9 трилиона долара.
През 2014 г. Кук става първият главен изпълнителен директор на компания от Fortune 500, който публично признава, че е гей. Кук е също и в борда на директорите на Найк. През март 2015 г. обявява, че възнамерява да дари всички акции за благотворителност.
Въпреки това, публичният образ на компанията е засегнат от новините за лошите условия на труд във Фокскон – китайска компания, произвеждаща голяма част от продуктите на Епъл.